# Giovanni Moise

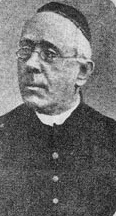
Giovanni Moise

Giovanni Mòise (Cherso, 1820 – Cherso, 1888) è stato un linguista, grammatico e scrittore italiano.

## Vita
La famiglia Moise fu una delle più antiche e nobili di Cherso. La sua presenza in città è attestata fin dal XIV secolo, e due Moise parteciparono alla battaglia di Lepanto, imbarcati nella galera chersana agli ordini del sopracomito Collane Drasa.
Nato nel palazzo avito nel 1820, Giovanni Moise passò l'intera sua esistenza a Cherso, impegnato nelle mansioni dovute alla sua condizione di abate. Grazie alla fornitissima biblioteca famigliare, Moise poté dedicarsi agli studi prediletti di grammatica, filologia e letteratura, che lo condussero a divenire uno dei più importanti grammatici italiani del suo tempo.
Morì a Cherso in età avanzata (1888), onorato e rispettato da tutti i suoi concittadini come la massima autorità intellettuale dell'epoca.

## Opere
Degli anni giovanili sono da ricordare alcune opere minori, quali le Regole del giuoco del quintilio, La vita della serva di Dio Suor Giacoma Giorgia e L'esercizio quotidiano di devozione per la sposa di Gesù (...). Questi ultimi due furono scritti su richiesta delle Suore Benedettine di Cherso. Dal 1873 fino alla morte, Moise curò la pubblicazione delle Strenne Istriane, con lo pseudonimo di "Nono Caio Baccelli": si tratta di vari almanacchi, novelle, dialoghi sulla lingua e racconti di viaggio.
Attese alla sua opera principale - quella Grammatica della lingua italiana, pubblicata infine a Venezia nel 1867 - per ben ventun anni. Per questo ponderoso studio di oltre mille pagine in tre volumi, Moise seguì l'ortografia etimologica del Gherardini, abbandonata però nella seconda edizione (Firenze, 1878). Nel 1875, sempre a Firenze, Moise diede alle stampe la Grammatichetta della lingua italiana, che ebbe tre edizioni (l'ultima nel 1889).
La Grammatica del Moise conobbe un buon successo, e venne apertamente lodata dal Fornaciari e da Giosuè Carducci come "una delle più complete grammatiche del tempo".
Dalla Grammatica, Moise estrasse con chiaro intento pedagogico le Regole ed osservazioni della lingua italiana proposte ai giovinetti studiosi (1884).
Il Moise - come la maggior parte dei suoi contemporanei - segue la dottrina della scuola grammaticale francese (nota col nome di grammatica filosofica o grammatica generale), che pretendeva di fondare lo studio delle lingue su principi filosofici e di stabilire una corrispondenza diretta fra le categorie grammaticali e quelle logiche. Nella prefazione alla sua Grammatica, il Moise cita quindi la prefazione alla Grammaire générale del Beauzée (1767), insistendo sulla distinzione tra arte e scienza grammaticale.
Questa sua scelta gli attirò anche delle critiche, in particolare di non aver preso in considerazione la moderna filologia, e di non riuscire quindi a percepire il chiaro sviluppo storico della lingua italiana. Due fra i suoi più aspri critici furono il triestino Gianmaria Cattaneo e il veglioto Giuseppe Vassilich. In particolare, quest'ultimo lo rimproverò di non voler "tratte profitto dei recenti studi filologici, forse perché in gran parte opera di stranieri". Risulta molto probabile quindi che il Moise non conoscesse l'ampia opera del Diez, pubblicata solo in lingua tedesca.
Giovanni Moise cercò di trarre profitto dalle critiche, chiedendo delucidazioni all'inizio degli anni '80 al già citato Fornaciari, ma senza ricevere grandi informazioni. Nel 1887 iniziò una corrispondenza col prof. Giuseppe Vettach, allora direttore del Ginnasio (Liceo) Comunale di Trieste, dalla quale si ricava una rinnovata consapevolezza e il desiderio di ritornare ai propri studi con la "mente disnebbiata". Gli mancò il tempo, visto che la morte lo colse solo l'anno dopo.